# Vlado Tritjkov
Vlado Tritjkov (bulgariska: Владо Тричков) är ett distrikt i Bulgarien.   Det ligger i kommunen Obsjtina Svoge och regionen Sofijska oblast, i den västra delen av landet, 19 km norr om huvudstaden Sofia.
I omgivningarna runt Vlado Tritjkov växer i huvudsak lövfällande lövskog. Runt Vlado Tritjkov är det ganska tätbefolkat, med 179 invånare per kvadratkilometer.